# Barrage de Kozan

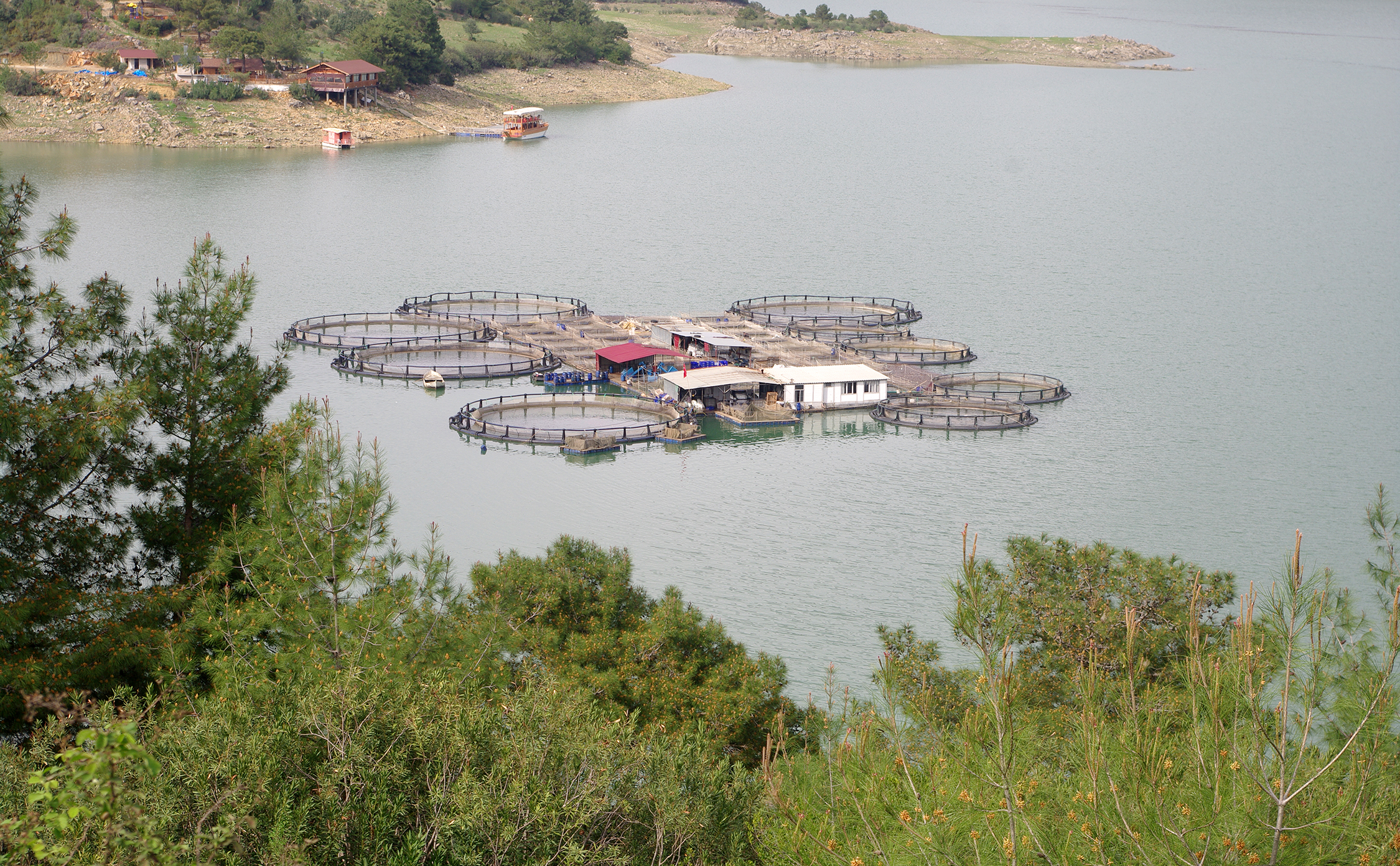
Barrage de Kozan

Le barrage de Kozan est un barrage de Turquie sur la rivière Kilgen en amont de la ville de Kozan.

## Sources
- (tr) « Kozan Barajı », sur Agence gouvernementale turque des travaux hydrauliques (DSİ)